# Alcocéber
Alcocéber o Alcocebre (en valenciano, Alcossebre) es un núcleo de población español perteneciente al municipio de Alcalá de Chivert, en la provincia de Castellón. Consta de dos núcleos tradicionales, Alcocebre y Capicorp; y diversas urbanizaciones, entre las que destacan Las Fuentes y El Pinar.
Alcocebre es una pequeña población que consta de diez kilómetros de costa repartidos en cinco playas y diversas calas vírgenes, siendo uno de los pocos pueblos que no se encuentra totalmente urbanizado, como la mayoría de los pueblos costeros.
Se encuentra en la Costa del Azahar, lindando con los términos municipales de Peñíscola (al norte) y Torreblanca (al sur). Además de contar con la zona costera, se caracteriza por disponer de diversos miradores que ofrecen las montañas pertenecientes al paraje natural de la Sierra de Irta.
Su nombre deriva del árabe al qaṣába 'el castillo', y tiene en castellano las variantes Alcocéber, más antigua,[cita requerida] y Alcocebre. A petición del ayuntamiento, el nombre oficial pasó a ser desde 1997, de Alcocebre en español, a Alcossebre, en valenciano.

## Geografía
A lo largo de sus diez kilómetros de costa se encuentran sus cinco grandes playas de arena: la del Cargador (Carregador), la Romana, la del Moro, la de Manyetes o Tropicana y la de Las Fuentes, que poseen la bandera azul como distintivo de calidad. Esta última playa tiene manantiales de agua dulce, que surgen de la misma y son de gran valor ecológico. También se pueden encontrar varias calas: Tres Playas, que es un conjunto de tres calas separadas por formaciones rocosas cuyo lecho es de roca; la Cala del Moro, que está separada de la playa del mismo nombre por una pequeña duna; Cala Mundina y Cala Blanca, situadas en la zona de Ribamar, en las inmediaciones del faro de Irta.
Las Fuentes cuenta también con un puerto deportivo, y al norte se extiende el parque natural de la Sierra de Irta. Cerca de la población, en una cima que domina el extremo sur de la sierra de Irta se encuentra la Ermita de Santa Lucía y San Benito.
Las Islas Columbretes, de origen volcánico, se encuentran frente a la costa y pueden verse a lo lejos cuando hace buen tiempo.
Alcocebre es accesible a través de la salida 44 de la Autopista del Mediterráneo (AP-7). La N-340 también pasa por las inmediaciones. La Estación de Alcalá de Chivert se encuentra a 7 kilómetros del centro de Peñíscola.

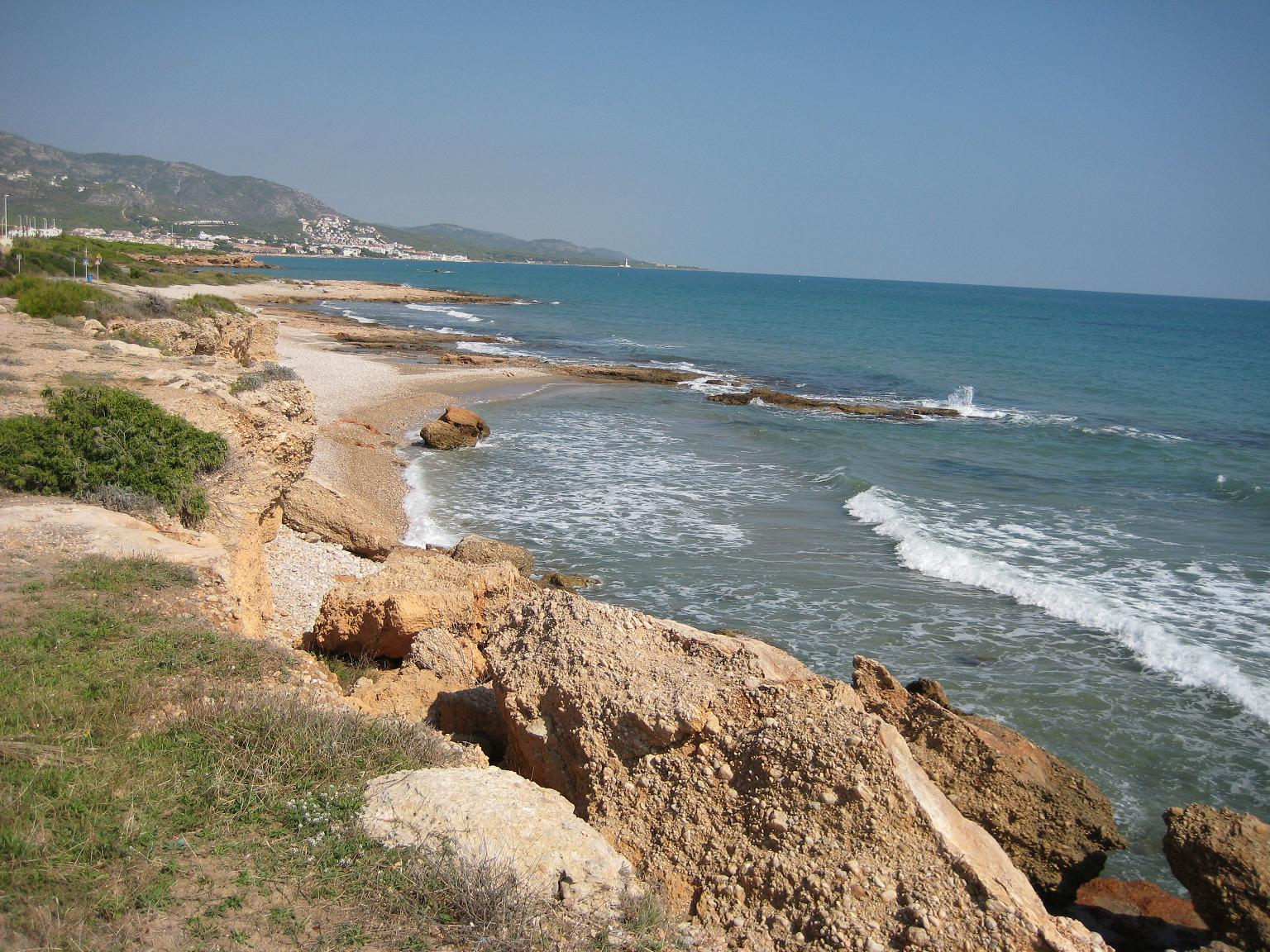
Tres Playas

## Historia
En los alrededores hay numerosos yacimientos arqueológicos como el del Tossalet. En 1260, después de la conquista cristiana, los Templarios otorgaron la Carta Puebla al núcleo para favorecer su poblamiento. La medida no tuvo éxito, por lo que otorgaron una segunda Carta Puebla en 1320, por la que la población se ligaba a la jurisdicción del Castillo de Chivert. La incorporación al municipio de Alcalá de Chivert tuvo lugar en 1583. La proximidad del mar facilitó los ataques de piratas berberiscos durante los siglos XVI y XVII. Para evitarlos se construyeron algunas torres de vigía como la Torre de Ebrí (hoy muy deteriorada) y la Torre de Cap i Corb (en muy buen estado).

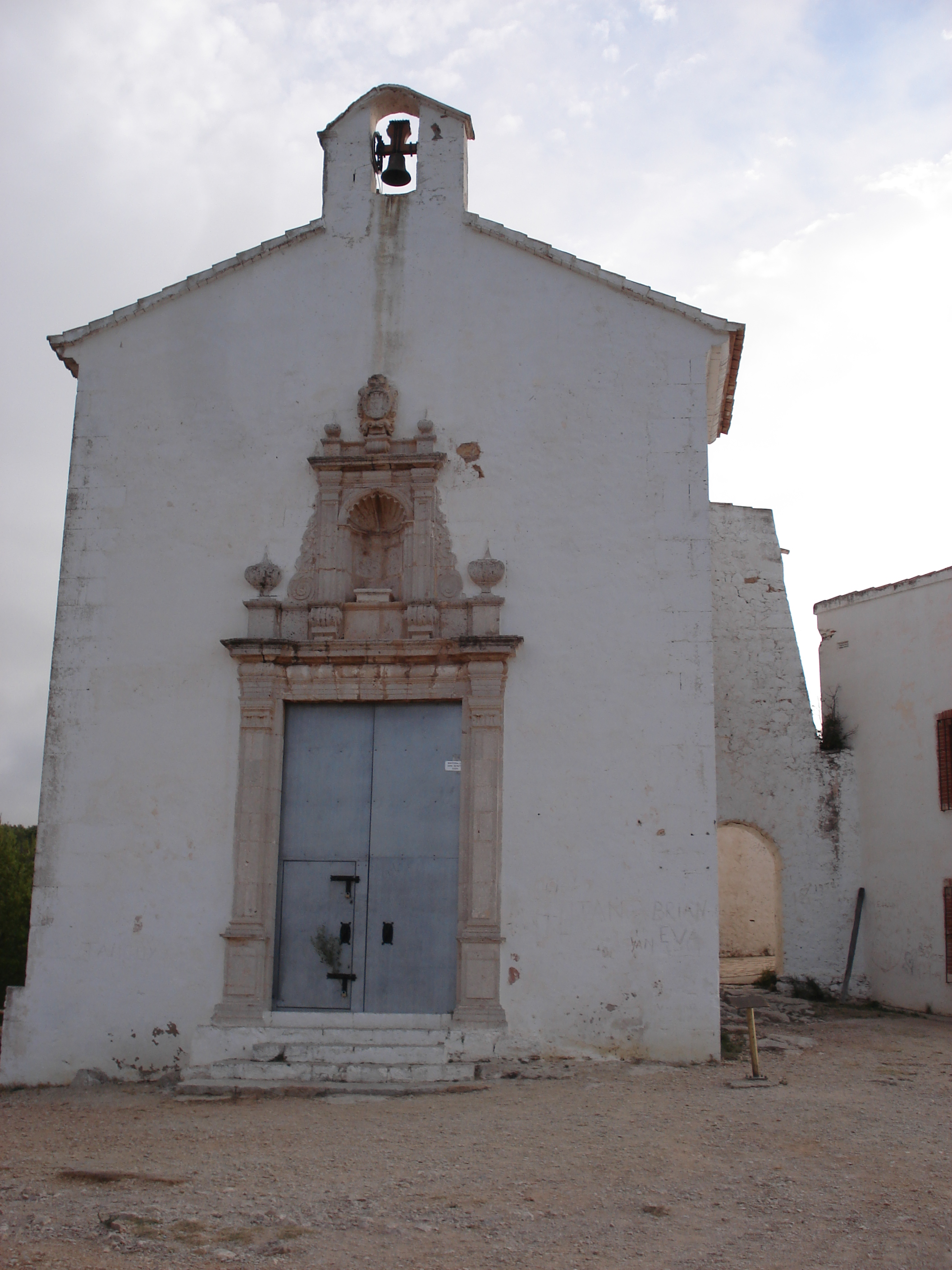
Ermita de Santa Lucía y San Benito
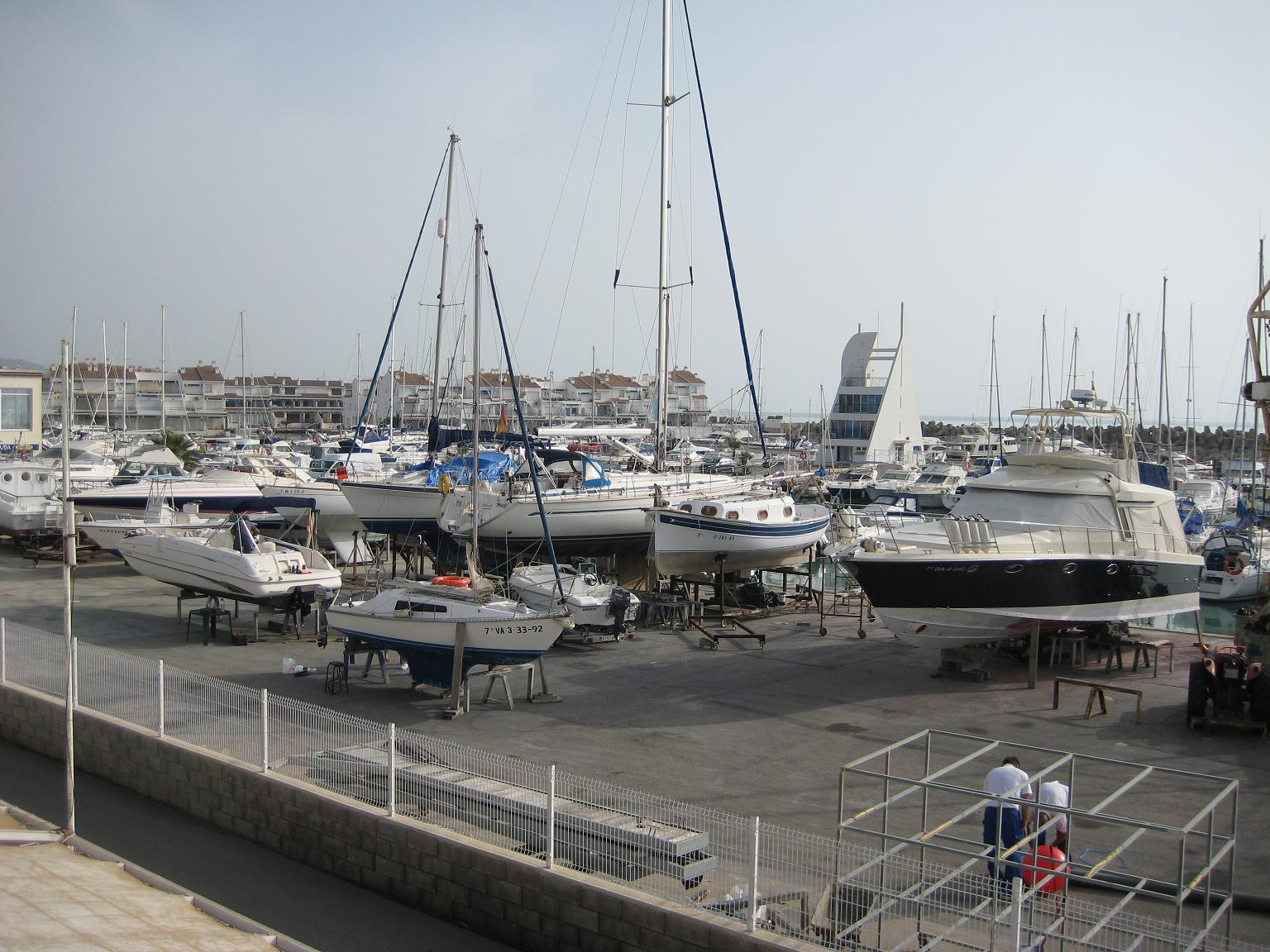
Puerto Deportivo Las Fuentes
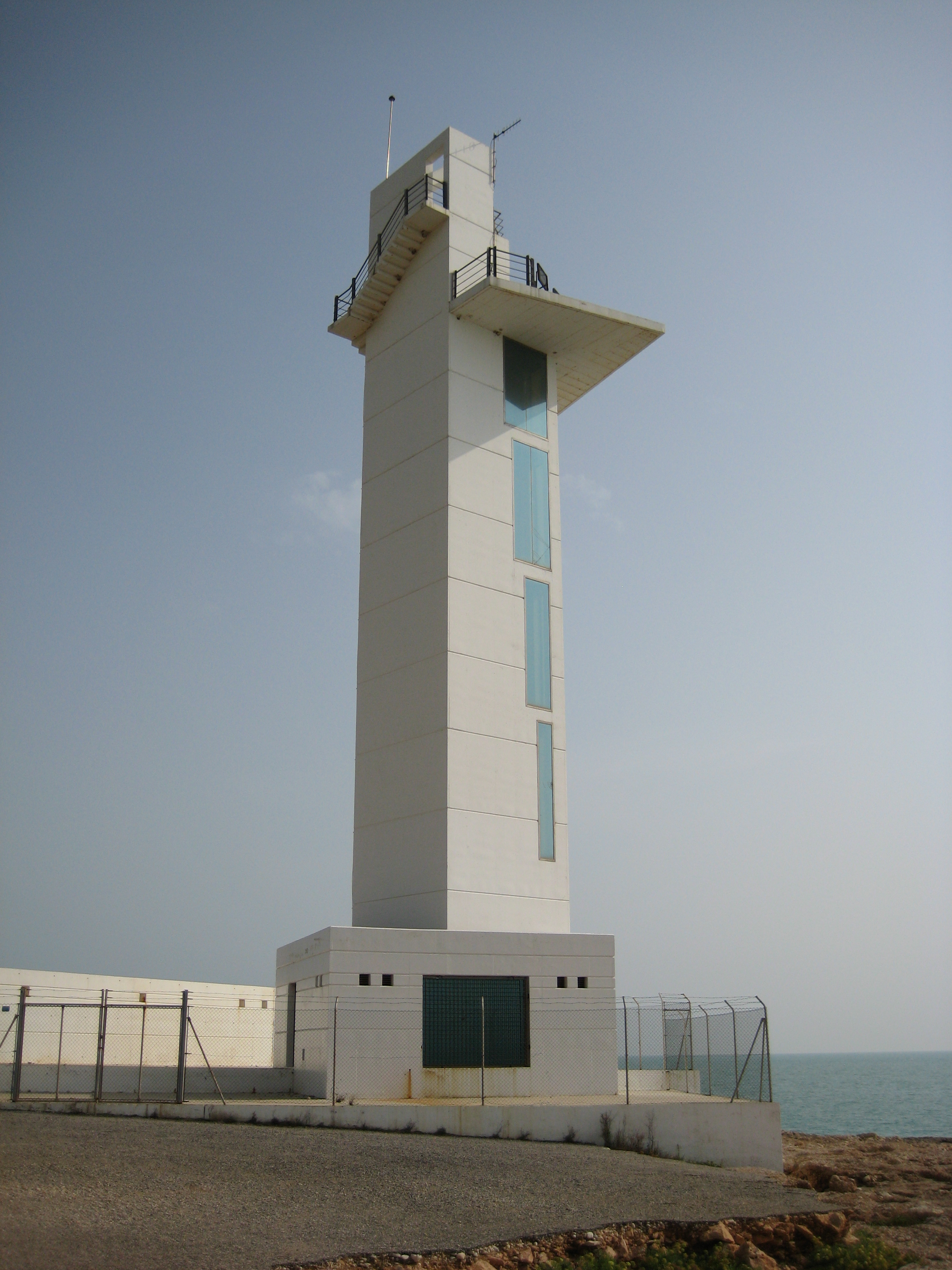
Faro de Irta
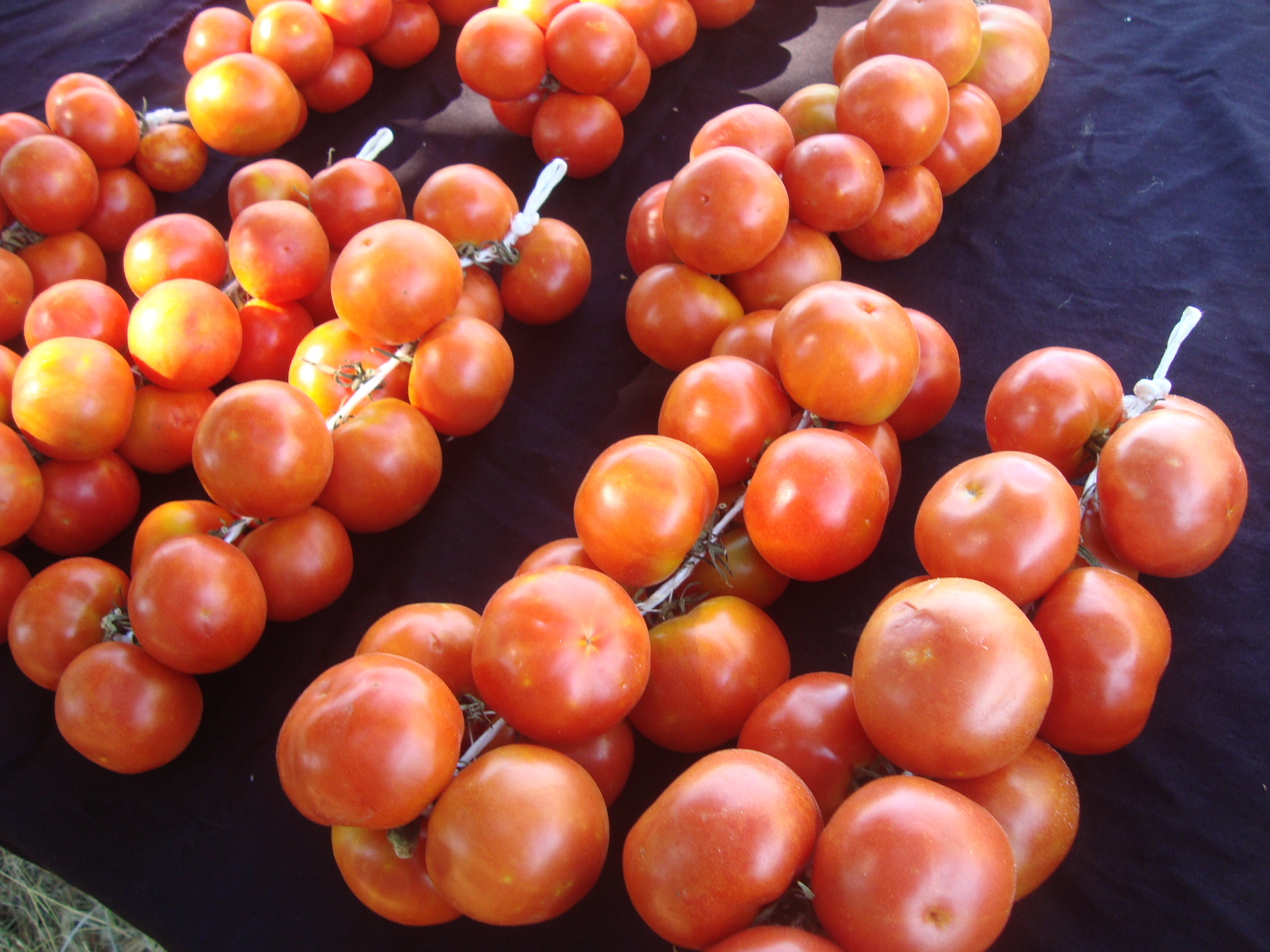
Tomates de colgar, cultivo propio de Capicorp y Alcocebre